# Джамаат ат-Таухид валь-Джихад
Джамаат ат-Таухид валь-Джихад (араб. جماعة التوحيد والجهاد‎ — «Общество единобожия и джихада») — салафитская террористическая группировка под лидерством Абу Мусаба аз-Заркави, созданная в 1999 году с целью свержения иорданского режима, который аз-Заркави считал неисламским, и установления исламского государства. После вторжения войск международной Коалиции в Афганистан аз-Заркави перебрался в Ирак. Считается, что он ответственен за создание «Ансар аль-Ислам» в 2001 году.
После начала американского вторжения в Ирак «Джамаат ат-Таухид валь-Джихад» превратился в развитую сеть со множеством арабских боевиков и иностранных наёмников. Целями группы были свержение переходного правительства, зачистка Ирака от шиитов и образование Исламского государства. Modus operandi заключался в использовании шахидомобилей, самодельных взрывных устройств и тактики городской герильи. Группа стала широко известной по распространяемым ею в Интернете видео с обезглавливаниями иностранных заложников.
В октябре 2004 года аз-Заркави дал присягу Усаме бен Ладену, назвав свою организацию «Аль-Каидой в Ираке».

## Известные теракты
- Взрыв у иорданского посольства в Багдаде (2003)
- Взрыв в штаб-квартире ООН в Багдаде
- Убийство аятоллы Мухаммада Бакир аль-Хакима
- Подрыв базы итальянских карабинеров в Насирии (ноябрь 2003 года)
- Подрыв шиитской мечети Имама Али
- Взрывы в Багдаде и Наджафе на Ашуру (2004)
- Убийство Эзеддина Салима, главы Временного управляющего совета Ирака
- Террористический акт в Багдаде в июне 2004 года
- Подрыв отеля «Canal Hotel»
- Террористический акт в Багдаде 14 сентября 2004 года
- Террористический акт в Багдаде 30 сентября 2004 года